# Magelona variolamellata
Magelona variolamellata är en ringmaskart som beskrevs av Bolivar och Lana 1986. Magelona variolamellata ingår i släktet Magelona och familjen Magelonidae. Inga underarter finns listade i Catalogue of Life.